# Ernst Albrecht (Grafiker)

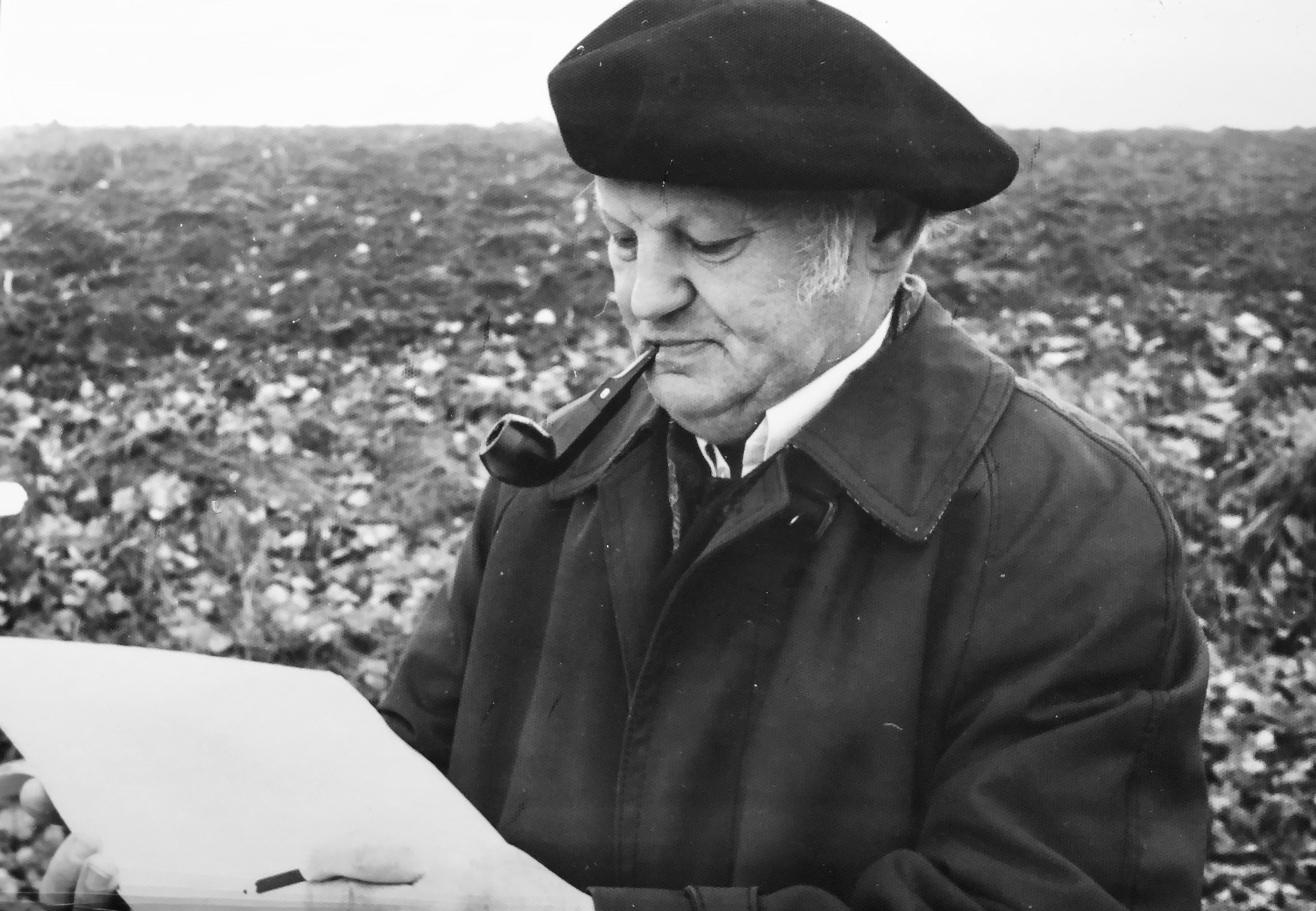

Ernst Albrecht (* 10. November 1910 in Gelnhausen; † 1977 in Wetzlar) war ein deutscher Grafiker. 

## Leben
Nach seinem Abitur arbeitete er als Druckereivolontär und wissenschaftlicher Zeichner an der Universität Gießen mit der Absicht, wissenschaftlicher Zeichner für Anatomie zu werden und sich auch grafisch der Vor- und Frühgeschichte zu widmen. Ab Herbst 1933 studierte er acht Semester an der Staatlichen Hochschule für Bildende Künste – Städelschule in Frankfurt am Main. Anschließend war er als freier Grafiker in Wetzlar im „Graphischen Atelier Ernst Albrecht“ tätig.
Er war verheiratet mit Margarete Luise Albrecht, geborene Münscher († 7. November 1995 in Worms).

## Schaffen

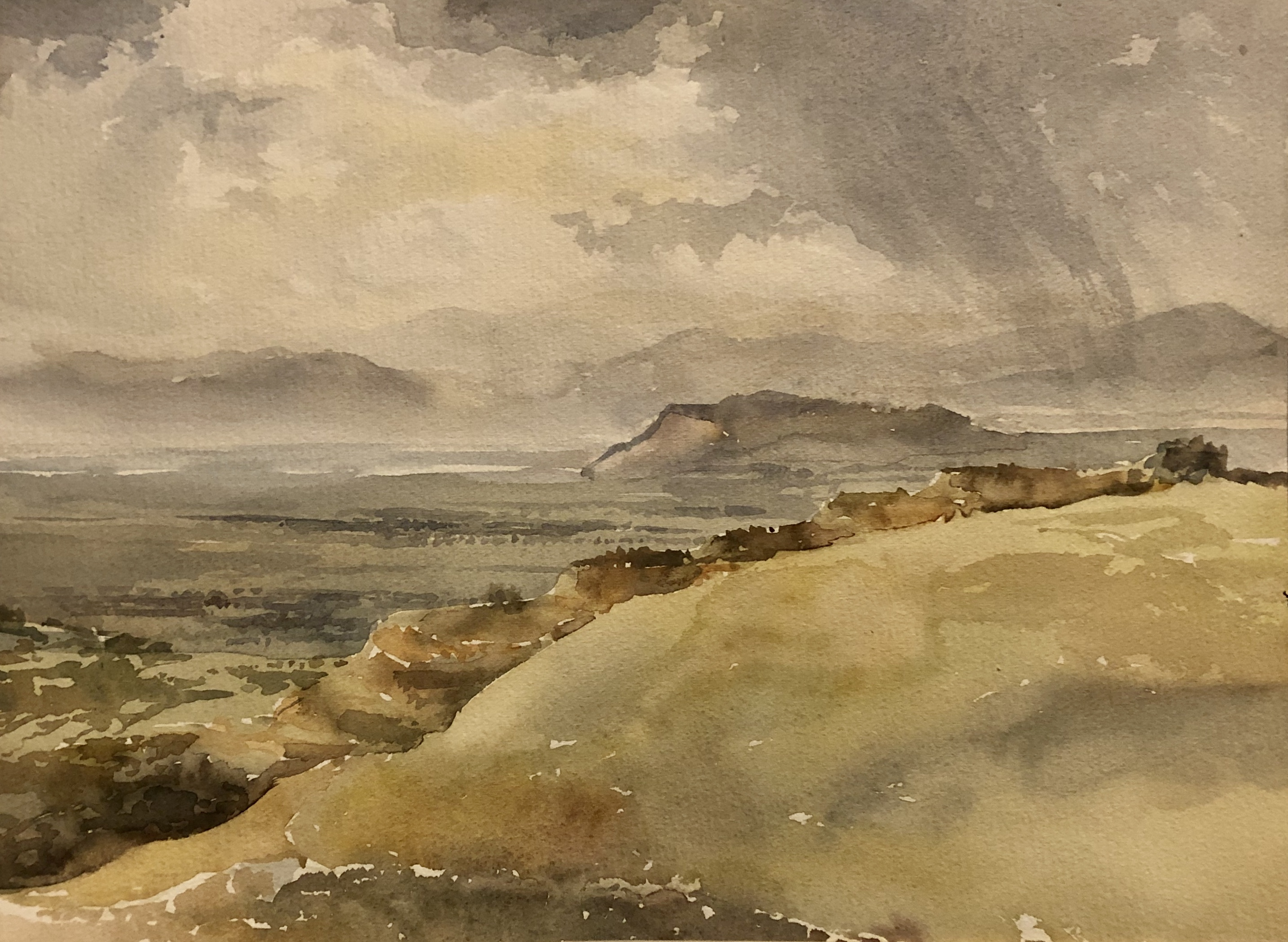

Seine Hauptausdrucksmittel waren neben der Lithografie, das Aquarell und der Holzschnitt. Auch hat er viele Werke in der Schabetechnik geschaffen. Seine Themen reichten von Illustrationen über hochqualifizierte Sachdarstellungen bis zur Schaffung von Urkunden, der Werbung für den Fremdenverkehr im hessischen Raum, Städtedarstellungen und zu Plakaten. Als Auftraggeber traten vor allem Behörden, Agenturen, Markenartikelfirmen wie Leica Camera in Wetzlar und bekannte Verlage, wie z. B. das Freiburger Haus Herder, auf.

## Werke
- Es wollt ein Schneiderlein wandern, veröffentlicht im November 1947 unter der Zulassung Nr. US-W-2024 der Nachrichtenkontrolle der Militärregierung, Dr. Walter Barbier Verlag, Frankfurt am Main / Schmitten im Taunus.
- Kleiner Zoo für Dich, Bilderbuch für Kinder (1952).

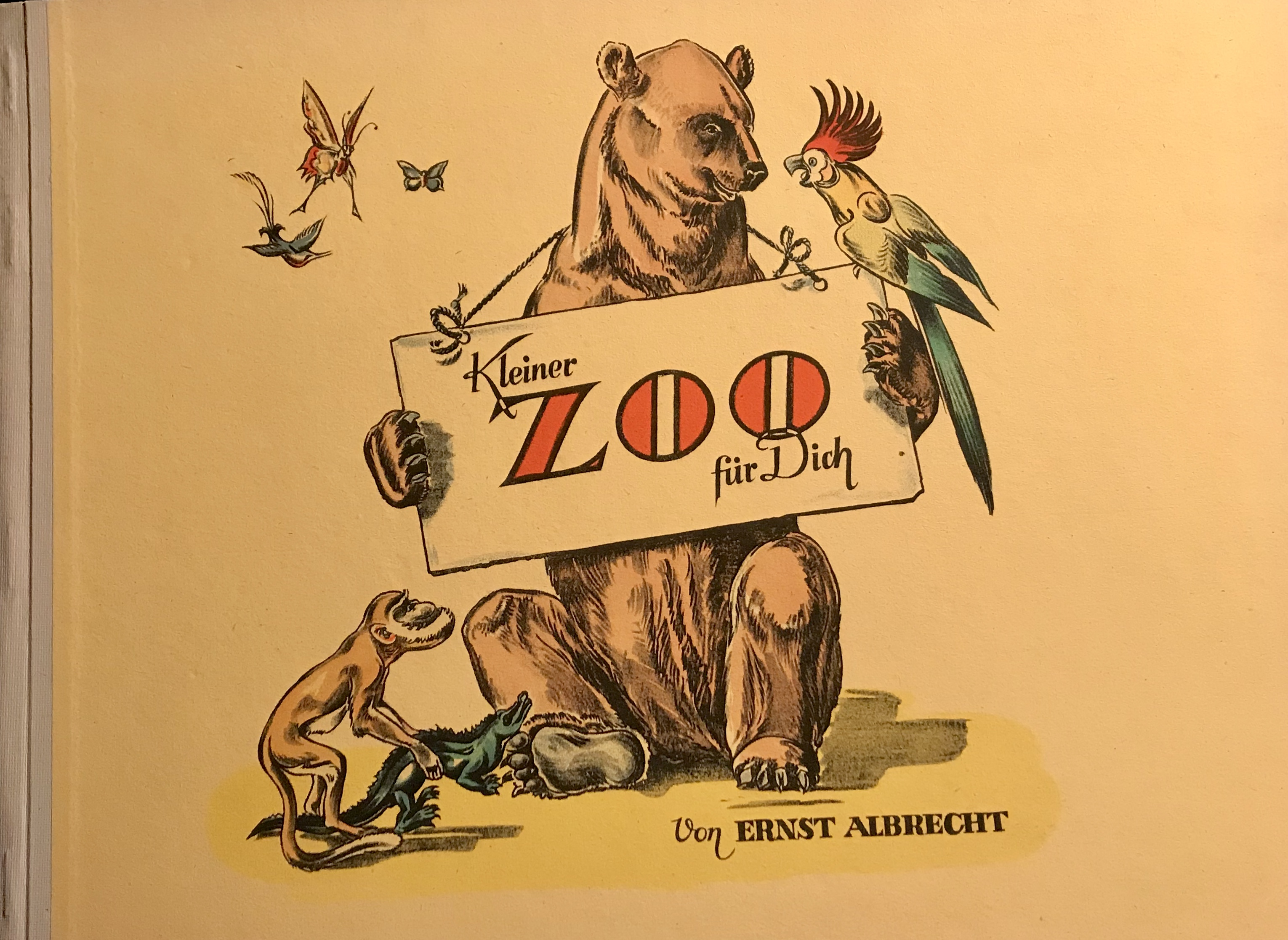

- Die Geschichte der Kleinbildkamera bis zur Leica – (Ernst Leitz 1849–1949) Stenger, Erich; Halbleinen; Frankfurt am Main: Umschau; 1949 mit Illustrationen von Ernst Albrecht